# Klaus vom Bruch
Klaus vom Bruch (* 1952 in Köln) ist ein deutscher Medienkünstler und Hochschulprofessor. Er arbeitet seit 1975 mit Video, zunächst als Videotape, seit Mitte der 1980er Jahre vor allem in Installationen.

## Leben
Vom Bruch studierte von 1975 bis 1976 Conceptual Art am California Institute of the Arts in Valencia bei John Baldessari und von 1976 bis 1980 Philosophie an der Universität Köln. Zusammen mit Ulrike Rosenbach und Marcel Odenbach bildete er in den 1970er Jahren die Produzentengruppe ATV. 1986 erhielt er den Dorothea-von-Stetten-Kunstpreis. 1992 bis 1998 übernahm er eine Professur für Medienkunst an der Hochschule für Gestaltung in Karlsruhe. Von 1999 bis 2018 hatte er eine Professur für Medienkunst an der Akademie der Bildenden Künste München. 2000 war er Gastprofessor an der Columbia University in New York.
Bekannt wurde vom Bruch in den 1970er Jahren mit seinem Videotape Das Schleyerband. Am ersten Tag der Entführung Hanns-Martin Schleyers durch die RAF schnitt er den Polizeifunk mit. Im Alliiertenband (1982) montierte er Originalmaterial der Invasion von US-Soldaten im Rheinland, in Softiband (1980) verwendete er Material von sich selbst als Pilot.

## Preise und Auszeichnungen
- 1986: Dorothea-von-Stetten-Kunstpreis
- 1987: Karl-Schmidt-Rottluff-Stipendium

## Einzelausstellungen
- 1990: Kestnergesellschaft, Hannover (Katalog)
- 1991: Galerie Buchholz, Köln; Institute of Contemporary Arts, London; Galerie Eigen & Art, Leipzig
- 1993: Kölnischer Kunstverein (Katalog)
- 1995: Kunst- und Ausstellungshalle der Bundesrepublik Deutschland, Bonn
- 1997: Diözesanmuseum, Köln (Katalog)
- 1998: Galerie Max Hetzler, Berlin; Galerie Schipper & Krome, Berlin
- 2000: Galerie Nächst St. Stephan, Wien
- 2008, 2011, 2013: Galerie Françoise Heitsch, München
- 2014: Sassa Truelzsch, Berlin

## Gruppenausstellung
- 1980: XI Biennale de Paris, Musee d’Art Moderne de la Ville de Paris
- 1984: „Biennale di Venezia“, Internationaler Pavillon, Venedig; Von hier aus – Zwei Monate neue deutsche Kunst in Düsseldorf
- 1987: „documenta 8“, Museum Fridericianum, Kassel
- 1995: „Illusion – Emotion – Realität“ 100 Jahre Kino, Kunsthaus Zürich.
- 1996: „2. Biennale“ Lyon
- 1997: „Deutschlandbilder“, Martin-Gropius-Bau, Berlin
- 1998: „Fast Forward“, Kunstverein Hamburg
- 1999: „Moving Images“, Galerie für zeitgenössische Kunst, Leipzig
- „Kunst des 20. Jahrhunderts“ Nationalgalerie, Berlin
- 2000: „Seeing Time“ The Kramlich Collection, San Francisco Museum of Modern Art
- 2005: RAF – Ausstellung „Zur Vorstellung des Terrors“, Kunstwerke Berlin
- 2007: „True Romance“, Kunsthalle Wien
- 2012: Bilder gegen die Dunkelheit. Videokunst aus dem Archiv des imai im KIT, Kunst im Tunnel, Düsseldorf
- 2014: Ausweitung der Kampfzone, Neue Nationalgalerie, Berlin

## Öffentliche Sammlungen

### Deutschland
- n.b.k. Video-Forum, Neuer Berliner Kunstverein, Berlin
- Hamburger Bahnhof, Museum für Gegenwart, Berlin
- Kunstmuseum Bonn, Bonn
- Museum für Neue Kunst & Medienmuseum (ZKM), Karlsruhe
- Kunsthalle zu Kiel der Christian-Albrechts-Universität, Kiel
- Kolumba, Köln
- Museum Ludwig, Köln
- Kunsthalle, Bremen
- Galerie für Zeitgenössische Kunst – GfZK, Leipzig
- Folkwang Museum, Essen
- Lenbachhaus, München

### USA
- San Francisco Museum of Modern Art
- Museum of Modern Art, New York
- Long Beach Museum of Modern Art

### Kanada
- Vancouver Art Gallery, Vancouver, British Columbia

### Niederlande
- Netherlands Media Art Institute – Montevideo/Time Based Arts, Amsterdam
- Stedelijk Museum, Amsterdam

### Österreich
- Künstlerhaus Bregenz